# China International Trust and Investment Company
Il China International Trust and Investment Company (中国中信集团公司S, Zhōngguó Zhōngxìn Jítuán GōngsīP) o CITIC Group è un'azienda d'investimenti pubblica della Cina, fondata da Rong Yiren (榮毅仁) nel 1979 con l'approvazione di Deng Xiaoping. La sede centrale si trova nel Distretto di Chaoyang a Pechino.

## Storia
Il fondatore del CITIC, Rong Yiren, è il figlio di uno dei più ricchi uomini d'affari in Cina negli anni trenta, Rong Desheng (榮德生). Egli fu anche uno dei pochi capitalisti che soggiornarono in Cina dopo il 1949. Divenne successivamente vicepresidente della Cina nel 1993 e si dimise nel 1997.
La sua filiale, CITIC Pacific, fece scommesse non autorizzate sul mercato delle valute estere nell'ottobre 2008 e perse 14 miliardi di dollari di Hong Kong. A seguito di ciò i direttori esecutivi Chi Yin Chau e Leslie Chang diedero le dimissioni.